# Nokona pernix
Nokona pernix is een vlinder uit de familie wespvlinders (Sesiidae), onderfamilie Sesiinae.
De wetenschappelijke naam is voor het eerst geldig gepubliceerd door John Henry Leech in 1889. De soort wordt wel in het ondergeslacht Aritasesia geplaatst.
Deze soort komt voor in het Oriëntaals gebied en het Palearctisch gebied.